# Triojrechni (Adiguesia)
Triojrechni (del ruso: Трёхречный) es un pueblo (posiólok) del raión de Maikop en la república de Adiguesia de Rusia. Está situada 23 km al nordeste de Tulski y 23 km al este de Maikop, la capital de la república. Tenía 570 habitantes en 2010
Pertenece al municipio de Kuzhorskaya.